# Acleisanthes obtusa
Acleisanthes obtusa är en underblomsväxtart som först beskrevs av Jacques Denys Denis Choisy, och fick sitt nu gällande namn av Paul Carpenter Standley. Acleisanthes obtusa ingår i släktet Acleisanthes och familjen underblomsväxter. Inga underarter finns listade i Catalogue of Life.